# نظرية الترتيب
نظرية الترتيب هي فرع من الرياضيات يهتم بدراسة الأنواع المختلفة من العلاقات الثنائية التي تعطي انطباعا حسّياً عن فكرة ترتيبها موفرة بنية يمكن القول من خلالها متى يكون الشيء «أقل من» أو «يسبق» الآخر.
تدرس نظرية الترتيب مختلف أنواع العلاقات الثنائية بين العناصر الرياضية المختلفة التي ترمز ترتيب هذه العناصر.

## مقدمة للتعريفات الأساسية

### تعريف
العلاقة {\displaystyle \Re } في المجموعة {\displaystyle E} هي علاقة ترتيب إذا وفقط إذا كانت في نفس الوقت علاقة انعكاسية وعلاقة تخالفية وعلاقة متعدية.
و بعبارة رياضية:
- {\displaystyle \forall x\in E,\ x{\mathcal {R}}x\,}
- {\displaystyle \forall x\in E,\forall y\in E,\ [(x{\mathcal {R}}y)\wedge (y{\mathcal {R}}x)]\Rightarrow [x=y]\,}
- {\displaystyle \forall x\in E,\forall y\in E,\forall z\in E,\ [(x{\mathcal {R}}y)\wedge (y{\mathcal {R}}z)]\Rightarrow [x{\mathcal {R}}z]\,}

### مجموعة مرتبة
المجموعة المرتبة هي مجموعة مزودة بعلاقة ترتيب. إذا كانت مجموعة مرتبة منتهية فإنه يمكن تمثيلها بيانيا في شكل رسم تخطيطي هاس "Hasse"، على غرار التمثيل البياني المعتاد على الورق، ما يمكن من العمل بسهولة عليها. أما إذا كانت المجموعة غير منتهية فإنه يمكن تمثيل جزء منها فقط.

### المجموعات المرتبة جزئيا
عادة ما يعبر عن الترتيب في الكثير من الحالات بعلاقة ثنائية خاصة. فلو اعتبرنا مجموعة P والعلاقة ≤ على P. عندئذ يكون ≤ ترتيبا جزئيا إذا كانت انعكاسية ومتناظرة عكسياً ومتعدية، أي:
من أجل a و b و c من المجموعة P سيتوفر ما يلي:
a ≤ a (انعكاسية)
إذا كان a ≤ b وb ≤ a عندئذ a = b (تخالفية)
إذا كان a ≤ b وb ≤ c عندئذ a ≤ c (متعدية)
المجموعة المزودة بترتيب جزئي تدعى مجموعة مرتبة جزئيا، وأحيانا «مجموعة مرتّبة» ordered set إذا كان معنى الترتيب في السياق واضحا. بتفحص هذه الخواص سنجد ان التريب الموجود في جميع مجموعات الأعداد الطبيعية والصحيحة والنسبية والحقيقية جميعها مرتبة بهذا المفهوم للتريب الجزئي. إلا أنها تملك صفة إضافية تجعل ترتيبها كاملا:
إذا كان a وb عنصرين متمايزين في P:
a ≤ b أو b ≤ a (كلانية totality)
هذه التراتيب تدعى ترتيب خطي أو سلاسل. في الحقيقة الكثير من علاقات التريب الكلاسيكية هي ترتيبات خطية، يشكل ترتيب المجموعة الجزئية على المجموعات إحدى الحالات التي لا تشكل ترتيب خطي